# Sầu riêng khổ qua
Sầu riêng Khổ qua là giống sầu riêng bản địa của Việt Nam, phân bố chủ yếu ở Tiền Giang. Khổ qua cùng với giống sầu riêng Lá quéo từng chiếm diện tích trồng chủ yếu ở các huyện Cai Lậy, Cái Bè, Châu Thành. Chúng từng là mặt hàng sầu riêng quan trọng trên thị trường nhưng dần bị thay thế bởi các giống trồng chất lượng hơn có nguồn gốc từ Thái Lan như Mon Thong hay từ Myanmar như Ri6. Giống sầu riêng này có loại quả mang vẻ ngoài giống trái khổ qua.

### Quả

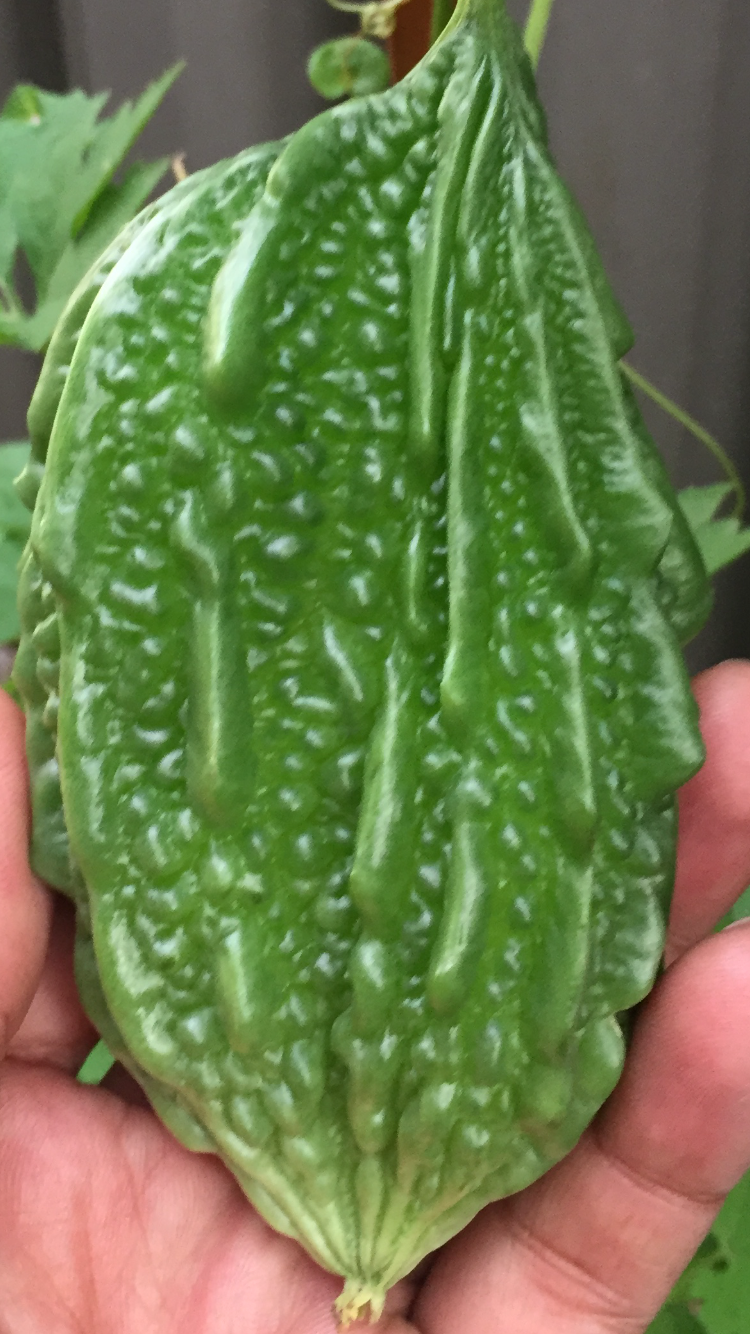
Trái khổ qua